# 雪村なつみ
雪村 なつみ（ゆきむら なつみ、1976年1月10日 - ）は、日本の元AV女優。
東京都出身。身長163cm。スリーサイズ：B86（Cカップ） W59  H86。趣味:映画鑑賞。

## 略歴
- 1996年3月にアリスJAPANからデビュー。

## 作品

### アダルトビデオ
- 悦楽のプレリュード （1996年3月22日）
- 魅惑のシンフォニー （1996年4月22日）
- 恍惚のハーモニー（1996年5月31日）
- 制服人形（コスプレドール） （1996年6月28日）
- 誘い汁（1996年7月26日）
- はだかの女王様 （1996年8月23日）
- 美顔隷嬢 （1996年9月13日）
- ラストスキャンダル（1996年10月11日）